# Lucy Deakins
 (juillet 2016).
Lucy Deakins, née le 18 décembre 1971, à New York, est une actrice et avocate américaine.
Elle est principalement connue pour avoir interprété le rôle de Milly Michaelson dans le film de 1986 La Tête dans les nuages, ainsi que le rôle de Lily Walsh dans la série As the World Turns en 1984 et 1985.
Sa mère, Alice, est une enseignante à la William Paterson University et son père, Roger, est un enseignant de l'Université de New York. En parallèle de sa carrière d'actrice, elle mène des études supérieures. Elle est diplômée de la Stuyvesant High School et intègre Harvard en 1988, d'où elle ressort en 1994, diplômée en Religion comparée. Elle prend alors une année sabbatique pour voyager en auto-stop en Europe.
Après avoir travaillé dans différents secteurs, notamment comme ambulancière ou pompier, elle reprend ses études à l'Université de Washington, d'où elle sort diplômée en droit. Elle travaille depuis comme avocate, à New York puis à Denver.

## Filmographie partielle

### Cinéma
- 1986 : La Tête dans les nuages
- 1988 : Little Nikita
- 1988 : The Great Outdoors
- 1989 : Douma et ses amis

### Télévision
- 1984-1985 : As the World Turns
- 1993 : New York, police judiciaire (1 épisode)
- 2002 : New York, police judiciaire (1 épisode)

## Distinctions

### Nominations
- Saturn Award :
  - Nommé au Saturn Award du meilleur jeune acteur 1987 (La Tête dans les nuages)
- Young Artist Award :
  - Nommée à la Meilleure prestation dans un film - Premier rôle féminin 1987 (La Tête dans les nuages)